# 狄奥多里克二世
狄奥多里克二世（約426年—466年）是453至466年间執政的第八位西哥特王國国王。466年，狄奥多里克二世被他的弟弟尤里克殺死，后者继承了他的王位。 